# Trachylepis vezo
Pour les articles homonymes, voir Vezo.
Espèce
Synonymes
- Mabuya vezo Ramanmanjato, Nussbaum & Raxworthy, 1999

Statut de conservation UICN

 DD  : Données insuffisantes
Trachylepis vezo est une espèce de sauriens de la famille des Scincidae.

## Répartition

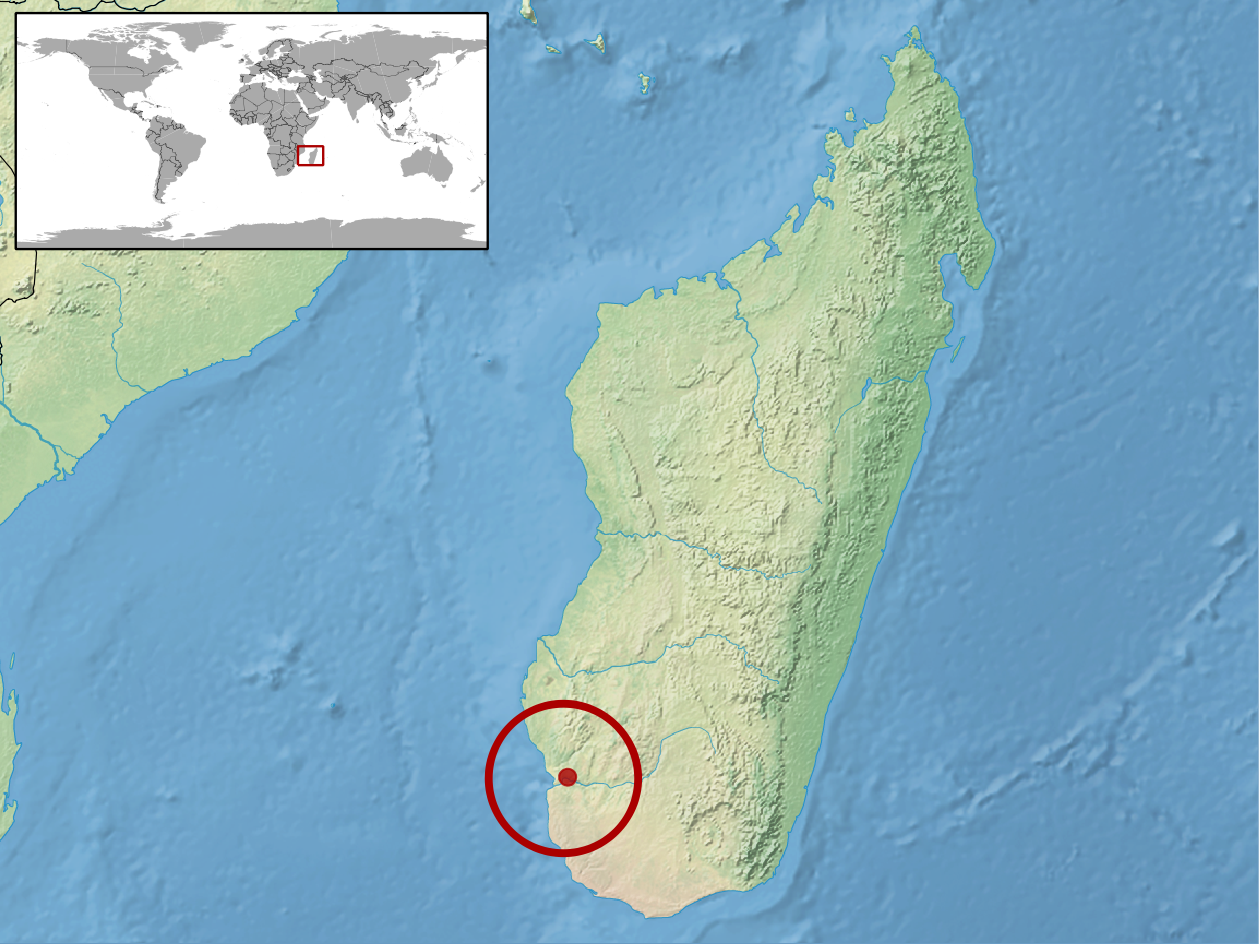
Répartition de l'espèce.

Cette espèce est endémique de Madagascar.

## Étymologie
Cette espèce est nommée en l'honneur des Vezo.

## Publication originale
- Ramanamanjato, Nussbaum & Raxworthy, 1999 : A new species of Mabuya Fitzinger(Reptilia: Squamata: Scincidae) from the Onilahy River of south-west Madagascar. Herpetological Journal, vol. 9, no 2, p. 65-72.